# Djer
Djer (... – 3055 a.C.) è stato un faraone egizio, appartenente alla I dinastia.

## Biografia
È possibile che il regno di Djer sia stato preceduto da un periodo di reggenza tenuto da Neithotep, regina principale di Aha ma non madre di Djer, che sarebbe figlio di Khenthap, regina secondaria del padre.
A questo sovrano viene attribuito un regno della durata di più di cinquanta anni; la Pietra di Palermo, che attribuisce al sovrano un regno di 41 anni "interi e parziali", riporta la celebrazione della festa del giubileo Heb Sed che, di norma, veniva celebrata, la prima volta, dopo trent'anni di regno.
Degli avvenimenti del regno di Djer si conoscono solo pochi fatti abbastanza slegati tra loro.
La Pietra di Palermo riporta di un "massacro dei Setju", termine che indica gli asiatici, una stele scoperta a Gebel Sheikh Suleiman, in Nubia, ed ora conservata presso il museo di Khartoum, attesta di una razzia mentre altre fonti riportano di una spedizione nel Sinai.
Regina principale di Djer fu Herneith, madre di Djet; regina secondaria fu Nakhneith probabilmente madre di Mer(it)neith che sposerà poi il fratellastro.
Come gli altri sovrani della I dinastia Djer venne sepolto nella necropoli di Umm el-Qa'ab nei pressi di Abido. A partire dalla XVIII dinastia la sua tomba venne venerata come tomba di Osiride.

## Liste reali
| i | t | U33 |

| i | t | U33 |

| i | t | U33 |

| i | t | U33 |

| i | t | U33 |

| i | t | U33 |

| i | t | U33 |

| i | t | U33 |

|  | \| \| \| \| \| \| |
|  |                   |
|  |                   |
|  |                   |

|  |
|  |
|  |

|       | \| \| \| perso \| \| \| |
|       |                         |
| perso |                         |
|       |                         |

|       |
| perso |
|       |

## Titolatura
| G5 |

| G5 |

| M37 |

| M37 |

| M37 |

| M37 |

| M37 |

| M37 |

| M37 |

| M37 |

| G16 |

| G16 |

|  |

| G8 |

| G8 |

|  |

| M23 · X1 | L2 · X1 |

| M23 · X1 | L2 · X1 |

| i | t | U33 |

| i | t | U33 |

| i | t | U33 |

| i | t | U33 |

| i | t | U33 |

| i | t | U33 |

| i | t | U33 |

| i | t | U33 |

| G39 | N5 |

| G39 | N5 |

|                   | \| \| \| Non ancora in uso \| \| \| |
|                   |                                     |
| Non ancora in uso |                                     |
|                   |                                     |

|                   |
| Non ancora in uso |
|                   |

## Altre datazioni
| Autore           | datazione             |
| ---------------- | --------------------- |
| Krauss/Schneider | 2980 a.C. - 2960 a.C. |
| von Beckerath    | 2974 a.C. - 2927 a.C. |
| Malek            | 2939 a.C. - 2892 a.C. |

## Galleria d'immagini

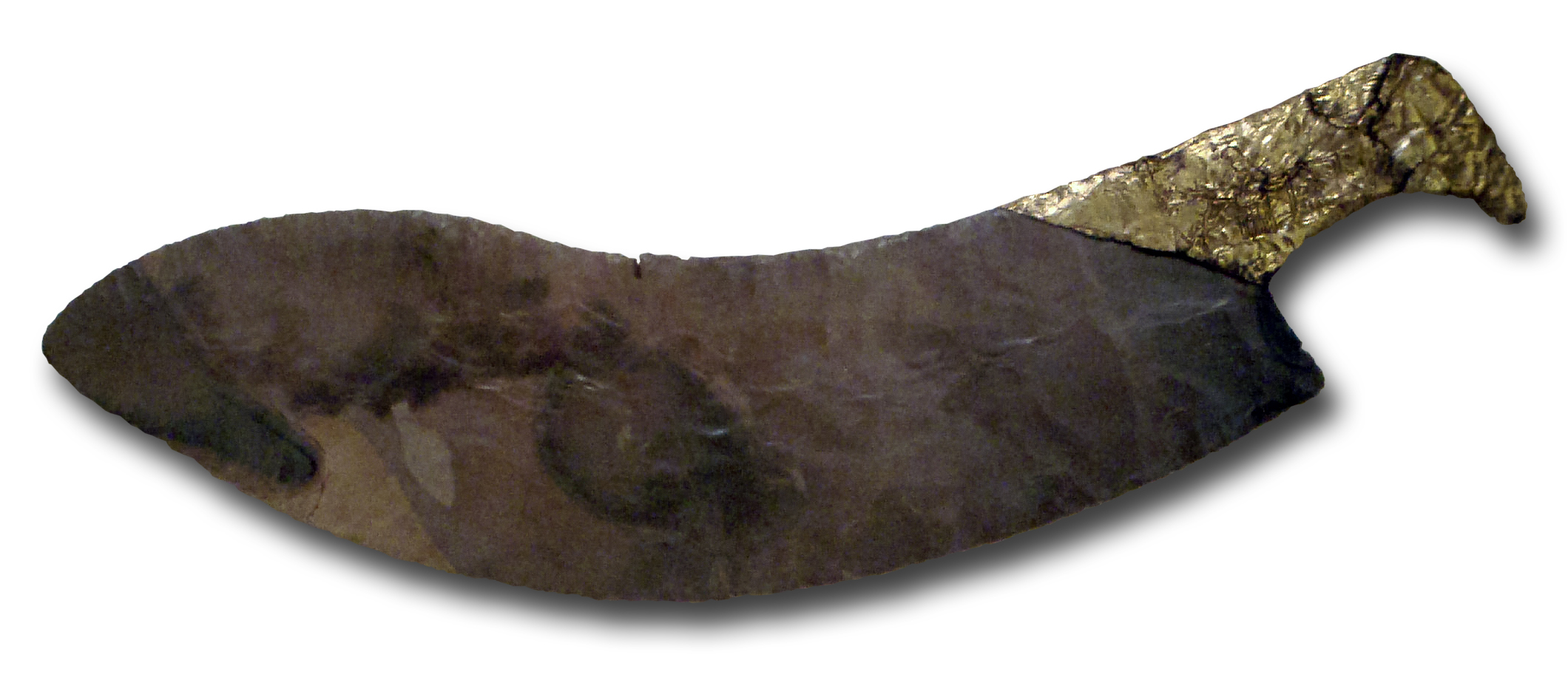
Coltello cerimoniale recante il nome Horo di Djer. Toronto, Royal Ontario Museum
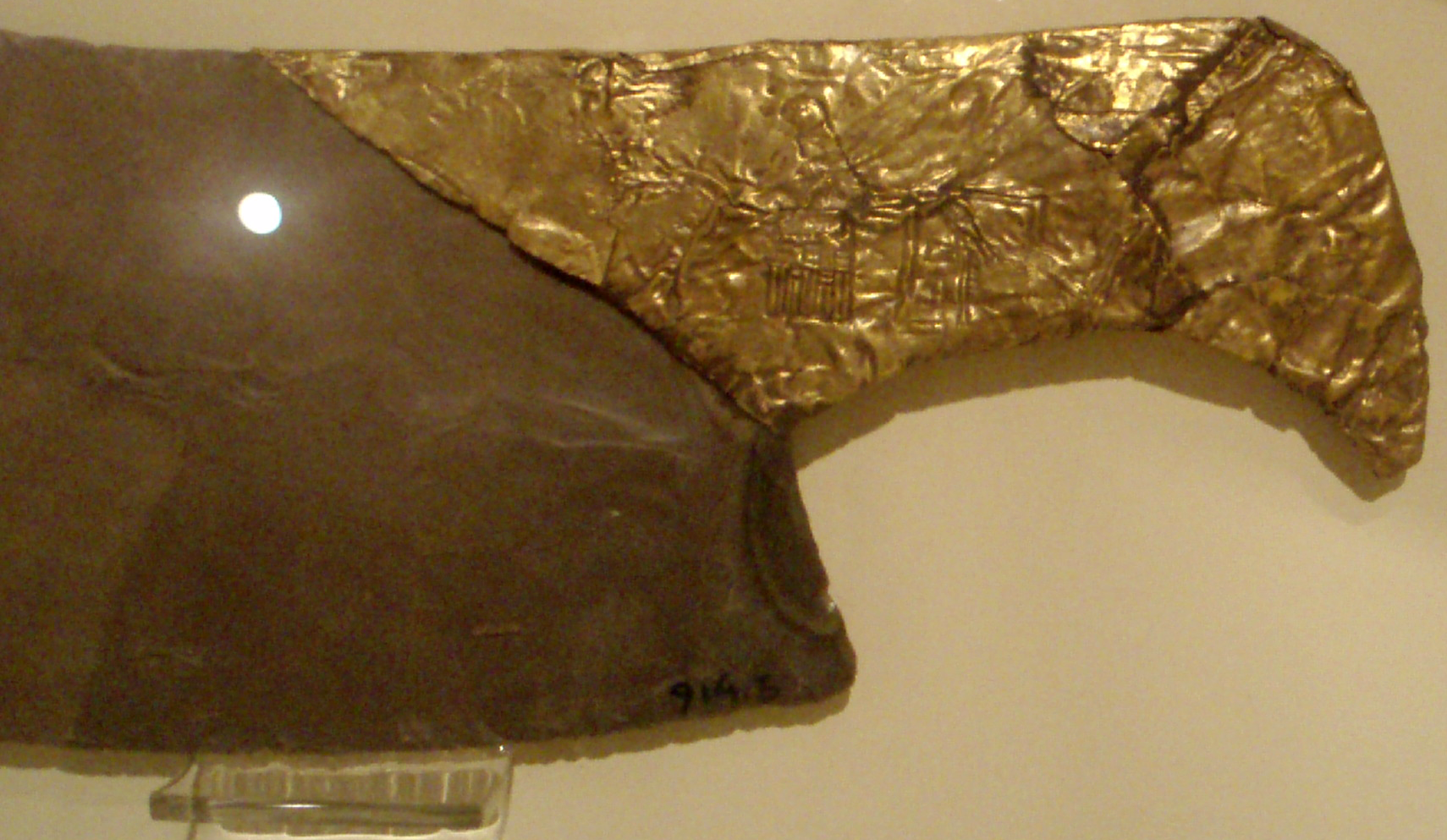
Particolare di coltello cerimoniale
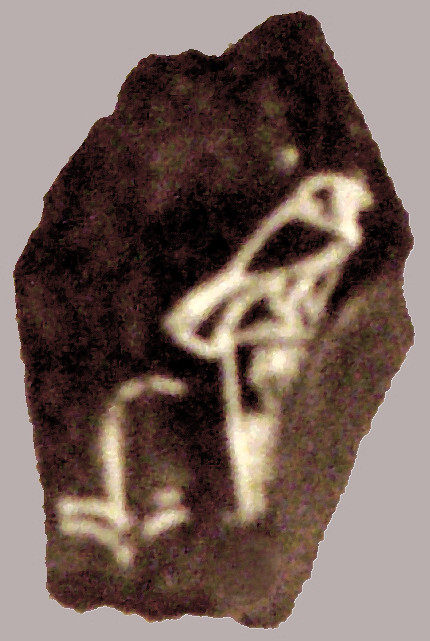
Frammento di stoviglia in avorio
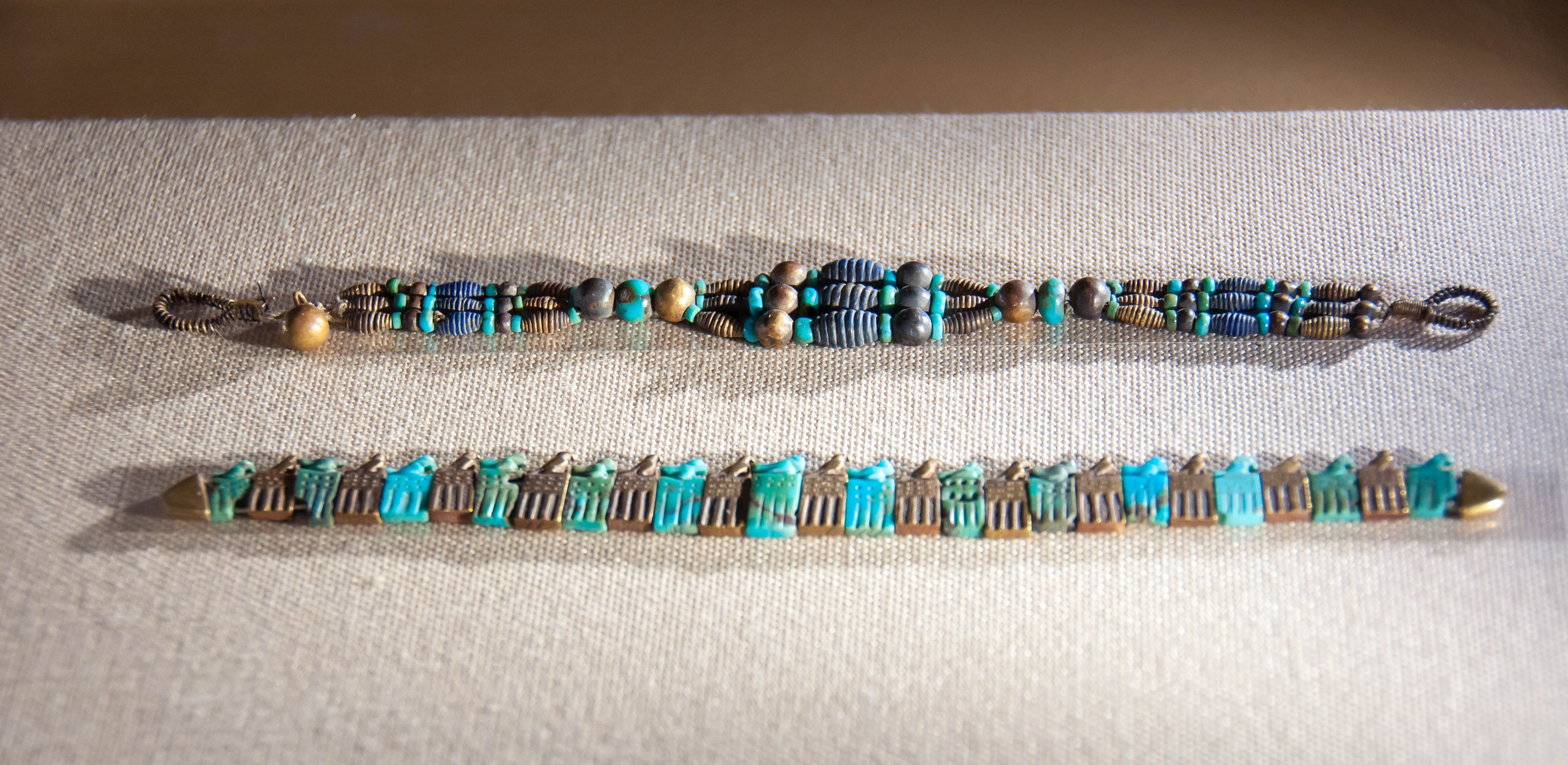
braccialetto recante il serekh di Djer.